# 4374 Tadamori
4374 Tadamori eller 1987 BJ är en asteroid i huvudbältet som upptäcktes den 31 januari 1987 av de båda japanska astronomerna Takeshi Urata och Kenzo Suzuki i Toyota. Den är uppkallad efter den japanske befälhavaren Tadamori.
Asteroiden har en diameter på ungefär 5 kilometer.